# Arachniodes henryi
Arachniodes henryi là một loài thực vật có mạch trong họ Dryopteridaceae. Loài này được (H. Christ) Ching miêu tả khoa học đầu tiên năm 1962.